# Federal Party of Manipur
Federal Party of Manipur (engelska "Manipurs federala parti") är ett politiskt parti i indiska delstaten Manipur. Gangmumei Kamei är partiledare för Federal Party of Manipur.